# LRAD

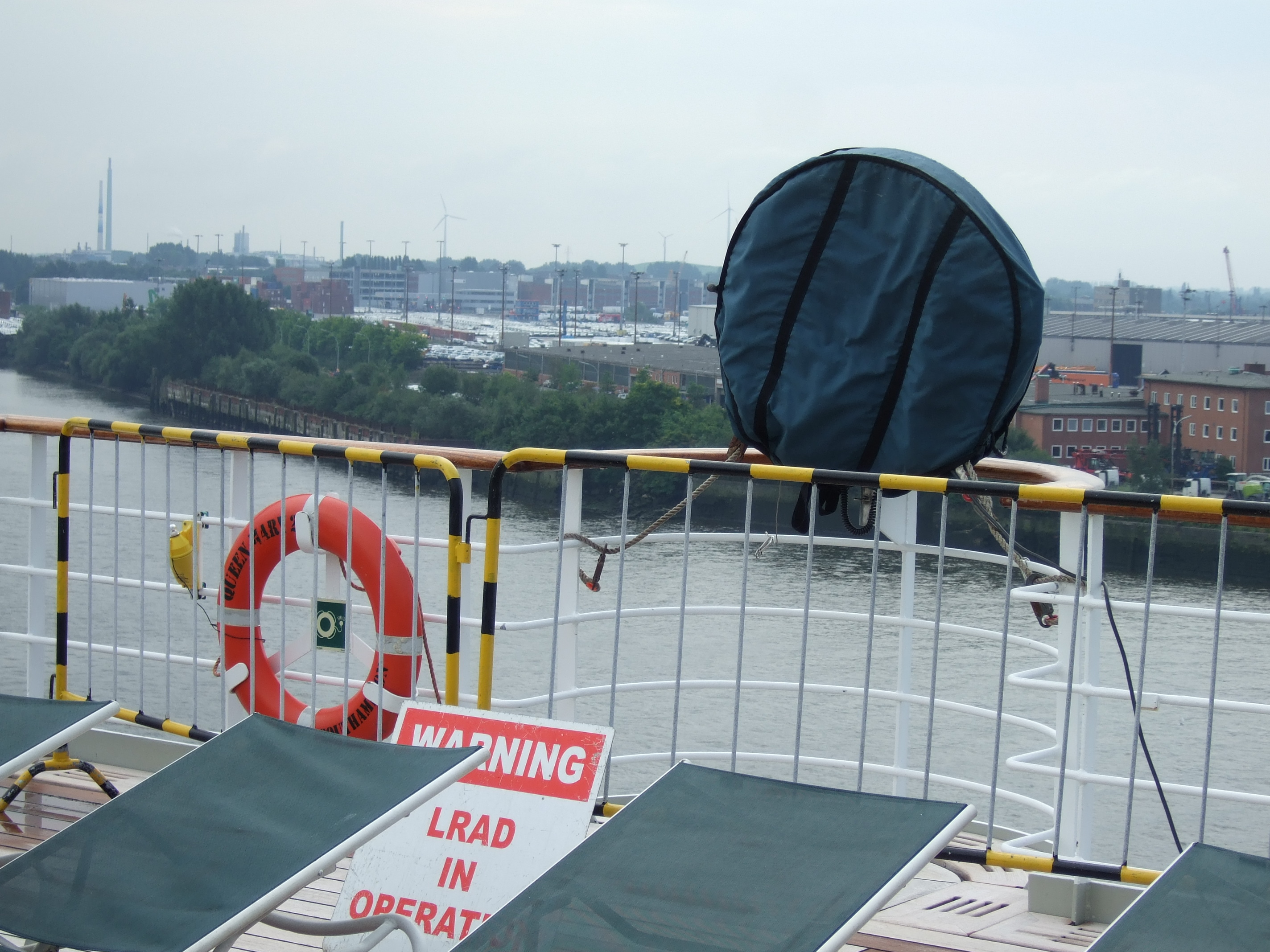
LRAD na pokładzie statku Queen Mary 2.

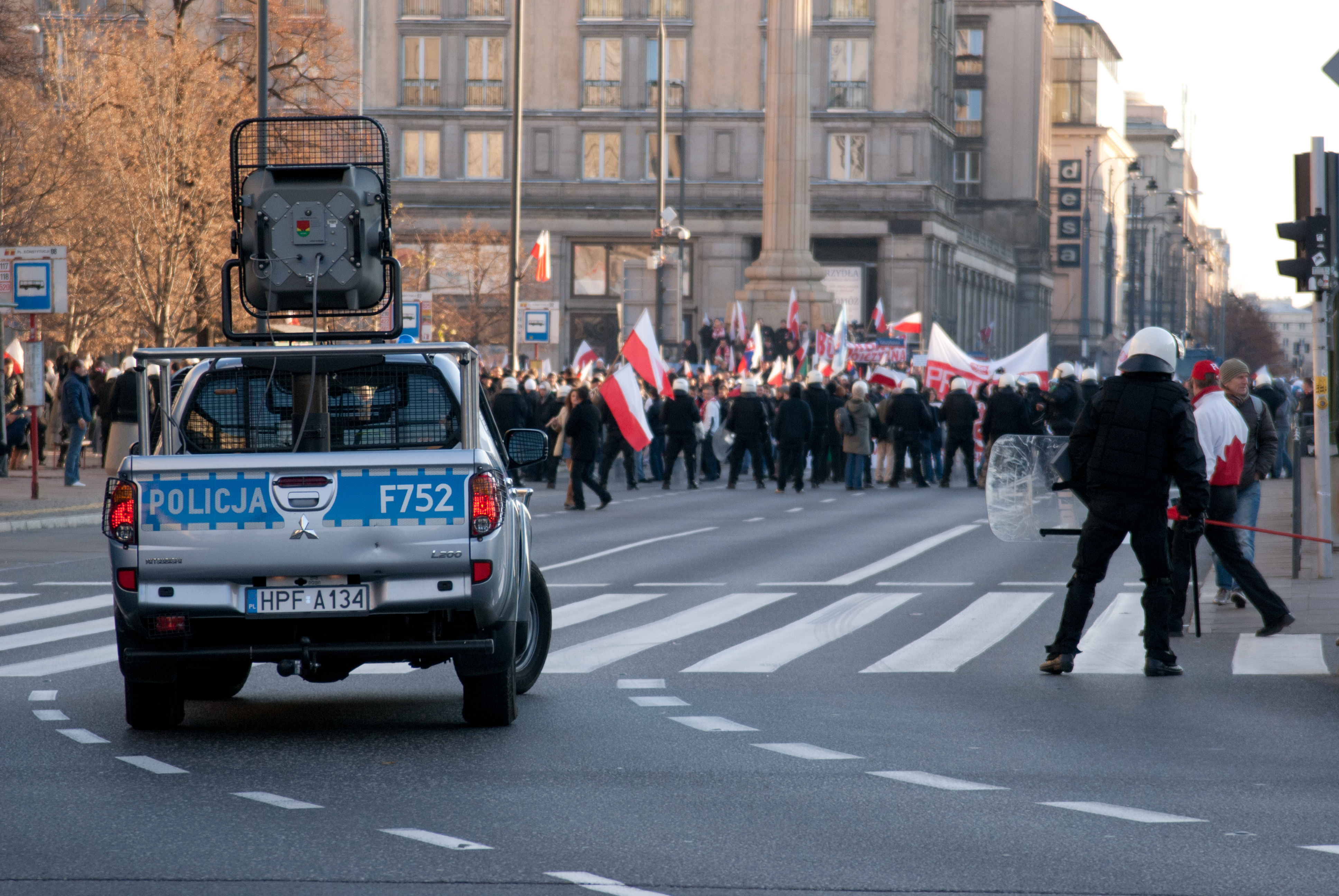
Policyjne Mitsubishi L200 z zainstalowanym systemem dźwiękowym LRAD-500X.

Long-range acoustic device (LRAD) (ang. urządzenie dźwiękowe dalekiego zasięgu) – urządzenie dźwiękowe, wytwarzające dźwięk o bardzo wysokiej głośności, który jest słyszalny na dużych odległościach. Jego głównym celem jest emitowanie fal dźwiękowych, które będą wywoływały u odbiorcy nieprzyjemną reakcję i wpływały na jego zachowanie poprzez odstraszanie. Urządzenie może także pełnić rolę wzmacniacza dużej mocy, który nie wywołuje negatywnych reakcji u słuchacza i nie powoduje bólu.

## Zasada działania
LRAD do emitowania fal wykorzystuje przetworniki piezoelektryczne. 
Środki ochronne, które redukują działanie LRAD obejmują między innymi ochraniacze nauszne, które redukują siłę dźwięku. Ponadto emitowane fale mogą być zatrzymane przez stałą powierzchnię, która spowoduje odbicie fal w kierunku nadawcy.

## Użycie
Początkowo urządzenie miało być używane na okrętach w celu ostrzegania przed zbliżaniem się bez pozwolenia innych statków. Znany jest przypadek luksusowego statku wycieczkowego Seabourne Spirit, który w listopadzie 2005 skutecznie obronił się przed atakiem piratów somalijskich, mając na pokładzie LRAD. Nie jest wiadomo jaki miał on wpływ na wydarzenie. Urządzenie może być również używane do rozpraszania manifestacji i zgromadzeń przez siły policyjne. Jednakże jego użycie budzi kontrowersje, ponieważ może prowadzić do uszkodzenia słuchu. Ponadto jego skuteczność jest wysoce dyskusyjna ze względu na proste środki, które pozwalają uniknąć negatywnego działania LRAD (np. słuchawki ochronne).
Japońska flota wielorybnicza poławiająca na wodach Antarktyki stosuje technologię LRAD, montując urządzenia na swoich statkach. W lutym 2010 roku urządzenie zostało użyte przeciw aktywistom Sea Shepherd Conservation Society, walczącym przeciw polowaniom na wieloryby. Japońska flota wielorybnicza użyła także LRAD przeciw helikopterowi towarzyszącemu statkowi aktywistów oraz filmującemu zdarzenie. Organizacja Sea Shepherd Conservation Society twierdzi, że sama posiada broń typu LRAD, jednak do początku 2010 roku jeszcze jej nie użyła.

### W Polsce
W grudniu 2010 roku Komenda Główna Policji zakupiła wersję LRAD-500X dla Oddziałów Prewencji Policji w Warszawie, Gdańsku, Krakowie, Wrocławiu, Poznaniu i Łodzi. Ponieważ stosowanie LRAD nie jest dopuszczane przez polskie prawo policja po zakupie dokonała dezaktywacji przycisku uruchamiającego funkcję wywoływania bólu. Ponadto NIK zarzucił policji nieprawidłowości w procedurze przetargowej.